# Białawy Małe
Białawy Małe (niem. Klein Baulwie, Röhrsborn) – wieś w Polsce, położona w województwie dolnośląskim, w powiecie wołowskim, w gminie Wińsko.
W latach 1975–1998 miejscowość położona była w województwie wrocławskim.

## Integralne części wsi
| SIMC    | Nazwa   | Rodzaj     |
| ------- | ------- | ---------- |
| 0882454 | Białawy | przysiółek |
| 0882460 | Węglewo | przysiółek |

## Zabytki
Do wojewódzkiego rejestru zabytków wpisany jest:
- zespół pałacowy:
  - pałac, z lat: 1870-1880, 1910-1920
  - park, z drugiej połowy XIX w., 1905 r.
  - altana, z drugiej połowy XIX w.

inne zabytki:
- stacja kolejowa, nieczynna